# Продуктивність свердловини
Продуктивність свердловини (англ. well efficiency, well production capacity, well productivity, нім. Sondenleistung f, Sondenproduktivität f) — характеристика видобувної свердловини (нафтової, газової, водяної), що визначає відбір пластового флюїду при її експлуатації.
Чисельно оцінюється коефіцієнтом продуктивності, що дорівнює відношенню дебіту свердловини до депресії, створеної на її вибої (різниці пластового і вибійного тисків). Використовують також коефіцієнт питомої продуктивності, яка враховує дебіт свердловини, що припадає на одиницю потужності пласта (1 м). Продуктивність свердловини залежить від потужності і проникності пласта, в'язкості, а також компонентного складу пластового флюїду, діаметра свердловини, міри і досконалості розкриття пласта, способу розкриття, фізико-хімічних властивостей і забрудненості привибійної зони. Використовується при складанні проектів розробки родовищ, при визначенні раціонального режиму експлуатації видобувних свердловин і підборі необхідного для підіймання рідини свердловинного обладнання.